# Сесеній-пе-Вале
Сесеній-пе-Вале (рум. Săsenii pe Vale) — село у повіті Бузеу в Румунії. Входить до складу комуни Вернешть.
Село розташоване на відстані 95 км на північний схід від Бухареста, 12 км на північний захід від Бузеу, 108 км на захід від Галаца, 98 км на південний схід від Брашова.

## Населення
За даними перепису населення 2002 року у селі проживала 81 особа, усі — румуни. Усі жителі села рідною мовою назвали румунську.